# 鞍峴ジャンクション
鞍峴ジャンクション（アンヒョンジャンクション）は、大韓民国京畿道始興市にある首都圏第一循環高速道路（100号線）と第二京仁高速道路（110号線）を接続するジャンクションである。

## 接続している路線

### 九里・高陽方面
- 首都圏第一循環高速道路（28番）

### 仁川・城南方面
- 第二京仁高速道路（11番）

## 隣
首都圏第一循環高速道路
(27) 始興IC - 始興料金所 - (28) 鞍峴JCT - (28-1) 道理JCT
第二京仁高速道路
(10) 新川IC - (11) 鞍峴JCT  - (12) 光明IC